# PATHWAYS
PATHWAYS (ang. PArticipation To Healthy Workplaces And inclusive Strategies in the Work Sector, pol. Tworzenie zdrowych miejsc pracy i strategie nastawione na włączenie osób chorujących przewlekle w sektor pracy) – międzynarodowy projekt mający na celu wypracowanie strategii promocji integracji i reintegracji zawodowej osób przewlekle chorych, czego konsekwencją ma być zwiększenie ich zatrudnienia na terenie Europy.
Genezą powołania projektu był jeden z pięciu celów Unii Europejskiej założonych do 2020: zwiększenie zatrudnienia osób w wieku 20-64 lata do 75%, co nie jest możliwe bez aktywizacji osób deklarujących problemy zdrowotne lub mających orzeczoną niepełnosprawność i dotąd pozostających bez wsparcia na rynku pracy. Choroby przewlekłe ze swej natury wpływają negatywnie nie tylko na chorujących pracowników, ale też na pracodawców zmagających się z problematyką skutków i kosztów absencji pracowników. Projekt stanowi próbę znalezienia skutecznych rozwiązań w zakresie integracji i reintegracji osób przewlekle chorych, nakierowany jest na badanie sytuacji tych osób (również chorych psychicznie), a jego głównym celem jest identyfikacja i porównanie istniejących strategii z uwzględnieniem różnic kulturowych pomiędzy państwami Unii Europejskiej. Rezultaty projektu stanowią podstawę stworzenia rekomendacji dla działań zwiększających zatrudnienie wśród przewlekle chorych.